# 澤村佳奈。
澤村 佳奈。（さわむら かな、1986年12月1日 - ）は、日本のアイドル、タレント。山梨県出身。名義としては澤村 佳奈を使用することもある。

## 来歴
- Noah〜LOSTHERITAGE〜公認コスプレイヤーオーディション ネット投票にて1位を獲得する[3]。
- タックルベリ－イメージガール2009
- ミス湘南2010
- 2011年8月20日、日本テレビ「汐留グラビア甲子園2011」決勝戦に残り「BLT賞」を獲得する。[1]
- 2012年12月18日、双葉社「ミスアクション2013」ファイナリストに残る。

## 出演

### DVD
- ハイオク満タンにしちゃうぞ（2010年3月25日、ケイネットワーク）
- white -campus-（2012年1月30日、オルスタックピクチャーズ）サイパンロケ

### 舞台
- アリスインプロジェクト 『もしかも!』（2010年11月5日 - 8日、新宿シアターブラッツ） - メインキャスト：猪狩神乃呼 役[4]
- アリスインプロジェクト 『ももいろナースステーション』（2011年5月24日 - 29日、シアターKASSAI） - ウエンディー定岡 役
- アリスインプロジェクト 『ハルモニアガーデン』（2011年8月10日 - 14日、シアターKASSAI） - 勿来小鳥 役[5]
- 劇団女神座ATHENA１回公演『冬椿』（2011年12月8日 - 11日、高田馬場RABINEST） - サイコ役[6]
- W-speak 第2回公演『笑劇コスメ』（2012年4月26日 - 29日　シアターKASSAI） - セーラームーン 役
- アリスインプロジェクト『時空警察ヴェッカーχ 彷徨のエトランゼ』（2012年6月20日 - 24日、六行会ホール）
- Winday's旗揚げ公演「here goes nothing」（2012年10月16日 - 21日、萬劇場）
- 『舞台ドリームクラブ 〜国民総ピュア化計画☆エブリディが週末!?〜』（2013年8月16日 - 18日、ラゾーナ川崎プラザソル）

### ライブ
- 澤村佳奈。 1st ワンマンライブ 1st ワンマンライブ 〜かにゃサンタ（・・）の素敵なクリスマス大作戦!!〜（2011年12月18日、SHIBUYA DESEO）[7]
- Who's Break Idol!The 3rd Generation〜第3世代、革命アイドルたちの誕生〜（2012年6月30日、よみうりホール）[8]